# Atlético Clube de Portugal
Atlético Clube de Portugal is een Portugese voetbalclub uit de hoofdstad Lissabon. De club werd opgericht in 1942 na een fusie tussen União de Lisboa en Carcavelinhos.

## Geschiedenis

### União de Lisboa
União de Lisboa bereikte in 1929 de bekerfinale en verloor deze van CF Belenenses. In 1934/35 was de club medeoprichter van de moderne Portugese hoogste competitie. De club werd zesde te midden van acht clubs. In 1942 fuseerde de club met Carcavelinhos.

### Carcavelinhos
De club won in 1928 de Portugese beker tegen Sporting Portugal met 3-1. In 1935/36 speelde de club voor het eerst in de hoogste klasse van het land en werd voorlaatste, enkel Académica had minder punten. Na nog een kwakkelseizoen werd de club vierde, achter de grote drie in 1938. Carcavelinhos nam nog deel aan de hoogste klasse in 1940 en 1942 en fusioneerde daarna met União en werd zo Atlético CP.

### Atlético CP
Atlético promoveerde na één seizoen naar de hoogste klasse en werd daar meteen derde. Het volgende seizoen trad de club niet aan, maar keerde terug in 1945/46 en werd vijfde. Dat seizoen werd ook de bekerfinale verloren tegen Sporting Portugal. In 1949 bereikte de club opnieuw de bekerfinale en verloor dit keer van Benfica Lissabon. Het volgende seizoen werd opnieuw een derde plaats bereikt. De volgende seizoenen waren met wisselend succes tot de club degradeerde in 1957. Na twee jaar promoveerde de club opnieuw en werd na drie seizoenen zesde, maar degradeerde het seizoen erna. Atlético keerde terug voor seizoen 1966/67, maar moest meteen een stap terugzetten en deed dit opnieuw in 1968/69. In 1971 keerde de club opnieuw terug en werd nu tiende, dit werd echter gevolgd door een nieuwe degradatie. In 1974 keerde de club een laatste keer terug en eindigde twee keer in de middenmoot. Na een laatste plaats in 1977 zou de club er nooit meer in slagen om terug te keren naar de elite. Na een aantal jaar in de derde klasse van destijds promoveerde de club in 2011 weer naar de tweede klasse.

## Bekende (oud-)spelers
- Pieter Mbemba
- Jorge Ribeiro

Groep A · Amarante · Anadia · Braga B · Fafe · Lusitânia · Sanjoanense · São João de Ver · Trofense · Varzim · Vilaverdense

Groep B · 1.º Dezembro · Académica Coimbra · Atlético Clube de Portugal · Belenenses · Caldas · Covilhã · Lusitânia · Oliveira do Hospital · Santarém · Sporting B